# Tatort: Die chinesische Methode
Die chinesische Methode ist ein Fernsehfilm aus der Krimireihe Tatort. Der vom Bayerischen Rundfunk unter der Regie von Maria Knilli produzierte Beitrag wurde am 10. November 1991 im Ersten als 251. Folge der Reihe erstgesendet. Für die Kommissare Ivo Batic und Franz Leitmayr ist es der dritte Fall, in dem sie ermitteln.

## Handlung
Auf einem fröhlichen Faschingsfest im Studentenwohnheim Biederstein wird ein chinesischer Student von einem Unbekannten in einem Gorillakostüm erstochen. Die Münchner Kommissare Ivo Batic und Franz Leitmayr werden zum Tatort gerufen, wo bereits ihr Kollege Carlo Menzinger die Ermittlungen begonnen hat. Als sich die Kommissare in der Wohnung des Opfers umsehen, treffen sie dort auf Mok, einen jungen Chinesen.
Die Befragung gestaltet sich schwierig, da zunächst kein passender Dolmetscher für Kantonesisch gefunden werden kann. Nachdem dies dann gelingt, finden Batic und Leitmayr heraus, dass der Ermordete zu einer Gruppe von chinesischen Schutzgelderpressern gehörte. Mit ihrer chinesischen Methode, exotische Zierfische an chinesische Lokale zu vermieten, werden die Chinarestaurants gleichzeitig auch erpresst.
Die Ermittlungen der Kommissare richten sich zunehmend auf den Chinesen Chow, den sie für den Kopf der Schutzgeldmafia halten und der nun, nach dem Tod seines Mitarbeiters, den Restaurantbesitzern seine Macht demonstriert und die Auslieferung des Mörders verlangt. Als Batic und Leitmayr den Lokalen ihre Hilfe anbieten, hüllen sich die Besitzer in Schweigen und zeigen sich wenig kooperativ. Ihr Klan schottet sich komplett ab und für die Ermittler ist es schwierig, die Mauer des Schweigens zu durchdringen. Erst als Batic der Tochter des Restaurantbesitzers Man Ki bei der Suche nach dem Hund ihres Vaters hilft, scheint es eine Verständigung zu geben.
Währenddessen terrorisiert Chow seine „Kunden“ weiter, um den Namen des Mörders zu erfahren. Man Ki eröffnet auf einer Versammlung der chinesischen Restaurantbesitzer, dass er das Leben seines zukünftigen Schwiegersohns Lo in die Hände seiner Kollegen gibt. Parallel spricht seine Tochter mit Batic und gesteht ihm, dass ihr Verlobter den Mord begangen hat. Zudem will er Chow selber und die ganze Erpresser-Organisation eliminieren. Leitmayr versucht ihn davon abzuhalten, jedoch wird Lo vorher von Chow in Notwehr getötet.
Batic und Leitmayr bemühen sich nun, obwohl der Mordfall an sich gelöst ist, Chow und seiner Organisation das Handwerk zu legen. Batic bittet deshalb die Versammlung der chinesischen Restaurantbesitzer, gegen Chow auszusagen, da er ihnen sonst nicht helfen kann. Aber sie trauen sich nicht, weil sie Chows Rache fürchten. Daher beginnen die Kommissare, mit einer Observations- und Abhörkampagne Chow zu überwachen. So gelingt es ihnen, Chow und seinen Hintermännern auf die Spur zu kommen. Mit einem Trick bringen sie einen von Chows „Laufburschen“ zum Reden und er verrät einen seiner Mittäter. Kurz darauf wird der Verräter auf Chows Anweisung umgebracht. Das gleiche Schicksal droht dem Verratenen, als die Polizei ihn verhört und die Organisation befürchtet, verraten zu werden. In seiner Todesangst, die von den Beamten extra heimlich geschürt wird, sagt Wang aus und die Polizei will daraufhin Chow festnehmen. Ehe es dazu kommt, wird Chow selber von einem seiner Hintermänner umgebracht, dem die Tat jedoch nicht nachgewiesen werden kann.

## Rezeption

### Kritik
Die Kritiker der Fernsehzeitschrift TV Spielfilm meinen: „Exotisch-ironisch, kriminell statt kulinarisch“.

### Einschaltquote
Die Erstausstrahlung von Die chinesische Methode  am 10. November 1991 erreichte in Deutschland bei den Fernsehzuschauern einen Marktanteil von 29,0 Prozent für Das Erste.